# 瑟梅爾帕盧鄉

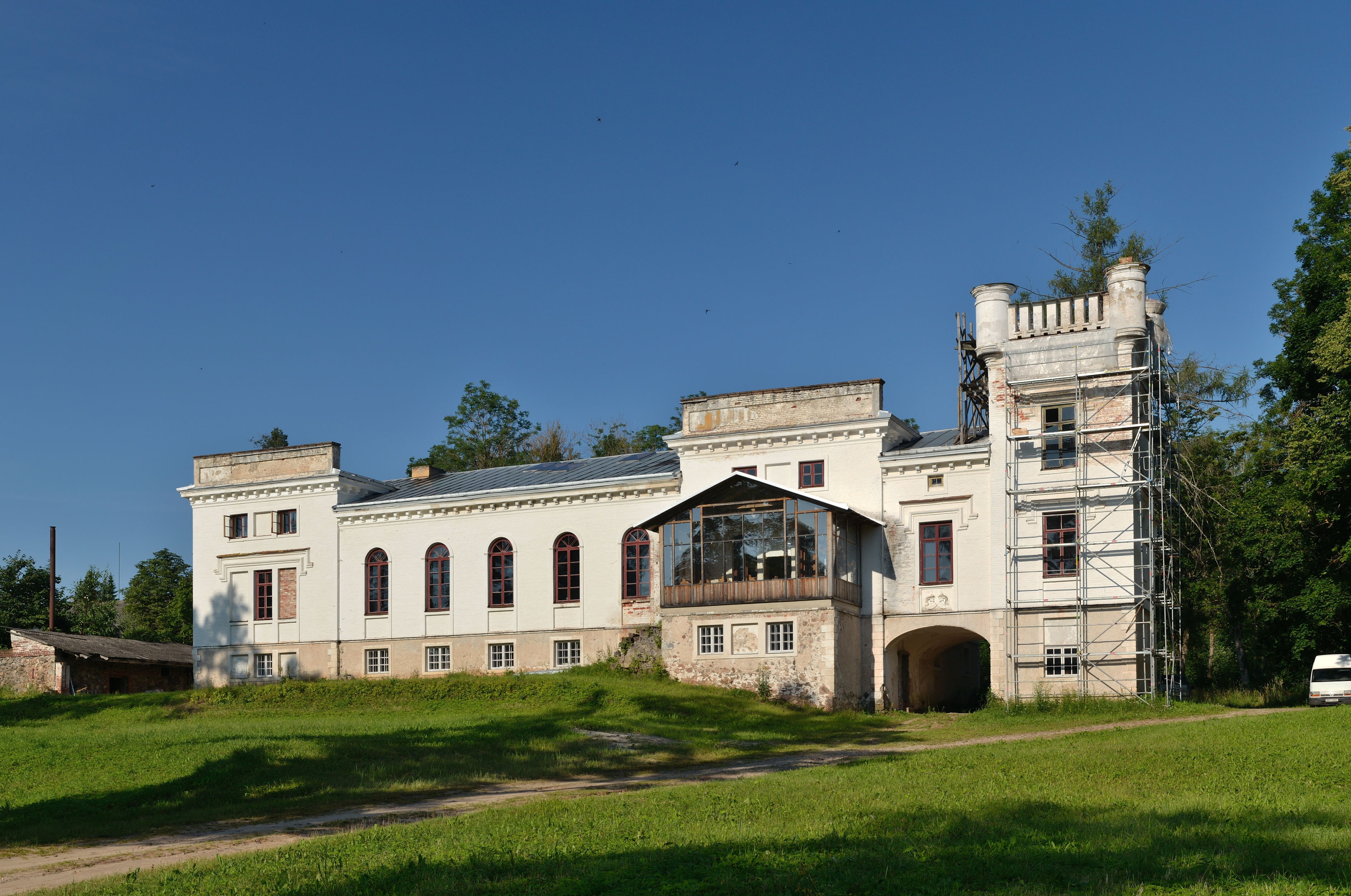
瑟梅爾帕盧庄园

瑟梅爾帕盧鄉，曾是愛沙尼亞沃魯縣的一個鄉村型市镇，位於該國東南部，行政中心設於瑟梅爾帕盧，面積182平方公里，2016年人口1,771，人口密度每平方公里10人。
2017年爱沙尼亚行政改革后，瑟梅爾帕盧市镇与其他市镇一起合并为新的沃魯市鎮。
57°51′2″N 26°49′35″E / 57.85056°N 26.82639°E